# 志朗 (呼出)
志朗(しろう、1962年（昭和37）12月3日 - )は、大相撲の呼出。大嶽部屋所属、群馬県高崎市出身。現在は三役呼出を務めている。本名は嶋田 義和（しまだ よしかず）。

## 履歴
- 1981年5月場所 - 義和の名で押尾川部屋から初土俵。
- 1982年5月場所 - 志朗に改名。
- 1994年7月場所 - 呼出の番付制導入により、幕下呼出となる。
- 1995年1月場所 - 十両呼出に昇進。
- 2001年1月場所 - 幕内呼出に昇進。
- 2004年1月場所 - 三役呼出に昇進。
- 2005年5月場所 - 押尾川部屋消滅に伴い、大嶽部屋へ移籍。